# BMW F 800 R
Die BMW F 800 R ist ein unverkleidetes Motorrad des deutschen Fahrzeugherstellers BMW. Das Naked Bike wurde von 2009 im BMW-Werk Berlin in Berlin-Spandau bis 2019 produziert und war nach der BMW F 800 S und BMW F 800 ST das dritte Modell der F-800-Reihe. Der Werkscode lautet K73.

## Konstruktion
Gegenüber der F 800 S hat die R keine Einarmschwinge und keinen Zahnriemen im Sekundärantrieb. Die Gänge vier bis sechs sind gegenüber der verkleideten Version kürzer ausgelegt. Eine geänderte Drosselklappenmechanik soll die Gasannahme verbessern.

### Antrieb
Der flüssigkeitsgekühlte Zweizylindermotor von Rotax (Motorcode A23) erzeugt aus 798 cm³ Hubraum eine Nennleistung von 64 kW (87 PS) bei einer Drehzahl von 8000 min−1. und ein maximales Drehmoment von 86 Nm bei einer Drehzahl von 5800 min−1. Die zwei Zylinder haben eine Bohrung von ø 82 mm Durchmesser, die Kolben einen Hub von 75,6 mm bei einem Verdichtungsverhältnis von 12:1. Der Zündabstand beträgt 360°. Der Zylinderkopf des quer montierten Reihenmotors hat zwei kettengetriebene, obenliegende Nockenwellen, welche über Tassenstößel zwei Einlass- und zwei Auslassventile ansteuern.
Das Motorrad beschleunigt in 3,9 Sekunden von 0 auf 100 km/h und erreicht eine Höchstgeschwindigkeit von 210 km/h. Der Verbrauch wurde bei einem Test (1000 PS Internet GmbH) mit 3,6 l bei konstant 90 und 4,8 l bei konstant 120 km/h angegeben.

### Fahrwerk
Das Fahrwerk baut auf einem Brückenrahmen aus Aluminium auf. Das Vorderrad wird von einer Teleskopgabel mit ø 43 mm Standrohrdurchmesser und 125 mm Federweg geführt. Das Heckteil ist angeschraubt und trägt den Kunststofftank. Die Zweiarmschwinge aus Aluminiumguss verfügt über ein direkt angelenktes Federbein mit 125 mm Federweg und eine wegeabhängige Dämpfung. Federvorspannung und Zugstufendämpfung sind verstellbar. Die Sitzhöhe lässt sich von 77,5 bis 82,5 cm einstellen.
Das Motorrad verzögert vorn mit Doppelbremsscheiben mit einem Durchmesser von 320 mm und Zweikolbensattel und hinten mit einer einfachen Bremsscheibe mit 265 mm und einem Einkolbensattel. Die Bremsanlage ist von Brembo und wird serienmäßig von einem Antiblockiersystem unterstützt. Die Gussräder aus Aluminium haben vorn das Felgenmaß 3,50×17" und hinten 5,50×17".
Das Trockengewicht beträgt 177 kg, die maximale Zuladung 206 kg und die Zulässige Gesamtmasse 405 kg.

### Kraftübertragung
Das klauengeschaltete Sechsganggetriebe besitzt kurze Schaltwege. Die Mehrscheibenkupplung im Ölbad wird mechanisch betätigt. Die Kraftübertragung auf das Hinterrad erfolgt mittels einer O-Ring-Kette.

### Elektrik
Die Starterbatterie ist über dem Motor montiert, hat eine Kapazität von 14 Ah und versorgt den elektrischen Anlasser. Die Lichtmaschine, ein Drehstromgenerator, erzeugt eine elektrische Leistung von 400 Watt.

### Kraftstoffversorgung
Die Kraftstoffaufbereitung erfolgt durch eine elektronische Einspritzung und wird durch eine BMS-K+ genannte Motorsteuerung geregelt. Der 15 Liter fassende Kraftstofftank ist wie bei allen Motorrädern der F-Reihe unter der Sitzbank untergebracht, wodurch der Schwerpunkt niedrig gehalten wird. Die Tanköffnung befindet sich auf der rechten Seite in Höhe des Soziussitzes. Der durchschnittliche Kraftstoffverbrauch beträgt 4,8 Liter auf 100 km bei einer Geschwindigkeit von 120 km/h.
Der Hersteller empfiehlt die Verwendung von bleifreiem Motorenbenzin mit einer Klopffestigkeit von mindestens 95 Oktan. Die Abgasnachbehandlung erfolgt durch einen geregelten Drei-Wege-Katalysator und unterschreitet die Schadstoffgrenzwerte der Abgasnorm Euro-3 (ab 08/2016 Euro 4).

## Überarbeitung 2015
Im Februar 2015 brachte BMW die modellgepflegte F 800 R auf den Markt (Verkaufsstart November 2016). Hauptgrund für die Modellpflege ist ähnlich der F 700 GS die Umstellung auf die Abgasnorm Euro 4.
- Scheinwerfer (jetzt symmetrischer)
- Geänderter Abschluss Endschalldämpfer
- Einführung von E-Gas mit Fahrmodis "Rain", "Road" und "Dynamic"
- daraus resultierend geändertes Cockpit (Motorkontrollleuchte. Fahrmodianzeige sowie geänderte Ziffernblätter)
- eine Upside-Down-Gabel und die Bremssättel der Doppelscheibenbremsen sind nun radial montiert
- geänderter, weniger gekröpfter Lenker
- Sitzhöhe wurde reduziert und Fußrasten weiter nach vorne verlagert
- überarbeitete Motorabstimmung bzw. Übersetzung (die ersten beiden Gänge nun kürzer), 3 PS mehr (90 statt 87 PS)

Folgende Sonderausstattungsoptionen sind möglich:
- Automatische Stabilitätskontrolle ASC (Automatic Stability Control), Elektronische Fahrwerksanpassung ESA (Electronic Suspension Adjustment).
- Leistungsreduzierung auf 35 kW (48 PS)

## Technische Daten
|                       | BMW F 800 R (2015)                                                  |
| --------------------- | ------------------------------------------------------------------- |
| Motor                 | 2-Zylinder-Viertakt                                                 |
| Hubraum               | 798 cm³                                                             |
| Bohrung × Hub         | 82 × 75,6 mm                                                        |
| Leistung              | 66 kW (90 PS) bei 8000/min                                          |
| Max. Drehmoment       | 86 Nm bei 5800/min                                                  |
| Ventilsteuerung       | zwei obenliegende Nockenwellen, vier Ventile pro Zylinder           |
| Verdichtung           | 12,0 : 1                                                            |
| Kühlung               | Wasserkühlung                                                       |
| Abgasreinigung        | geregelter 3-Wege-Katalysator, Abgasnorm EU-4                       |
| Kupplung              | Mehrscheibenkupplung im Ölbad                                       |
| Getriebe              | 6-Gang-Klauengetriebe                                               |
| Rahmen                | Brückenrahmen aus Aluminium, Motor mittragend                       |
| Federung vorn         | Upside-down Gabel, Federweg 125 mm                                  |
| Federung hinten       | Aluminiumguss-Zweiarmschwinge mit Zentralfederbein, Federweg 125 mm |
| Radstand              | 1520 mm                                                             |
| Sitzhöhe              | 790 mm (bei Leergewicht)                                            |
| Reifen vorn           | 120/70 ZR 17                                                        |
| Reifen hinten         | 180/55 ZR 17                                                        |
| Bremse vorn           | Doppelscheibenbremse, ø 320 mm, 4-Kolben-Radialbremssattel          |
| Bremse hinten         | Einscheibenbremse, ø 265 mm, 1-Kolben Schwimmsattel                 |
| Leergewicht           | 203 kg                                                              |
| Tankinhalt            | 15 l (Inklusive ca. 3 l Reserve)                                    |
| Verbrauch             | bei konstant 90 km/h 3,6 l, bei konstant 120 km/h 4,8 l             |
| Höchstgeschwindigkeit | 210 km/h                                                            |
| Übersetzung           | Ritzel 20 Zähne – Kettenblatt 47 Zähne                              |

## Kritiken
„Allemal bleibt der Eindruck eines quirligen Motors, der dank kürzerer Übersetzung der oberen drei Gänge selbst bei höherem Tempo viel Temperament entfaltet. Bestes Beispiel: Wer es partout wissen will, wie schnell die R läuft, braucht dafür auf der Autobahn nicht viel Anlauf. Ruck, zuck dreht der 798er in den roten Bereich und weiter an den Begrenzer, der bei Tacho 220 einsetzt.“

„Angesichts der objektiv gebotenen Leistung spielt der Twin locker in der Liga sportlicher Mehrzylinder mit, und das mit Enthusiasmus, Charakter sowie bemerkenswerter Klangkulisse – im niedrigen Drehzahlbereich sonor brummend, ab dem mittleren Bereich, in dem er deutlich behänder an Touren zulegt, energisch aus der Airbox hämmernd.“

„Der erste Gang ist recht lang übersetzt, die Seilzugkupplung ist nicht ganz tückenfrei dosierbar, womit wir die bei diesem ersten Fahrbericht zutage geförderten, gewöhnungsbedürftigen Details schon vollständig erwähnt hätten. Elegante Schwinge, Endantrieb Kette anstatt Riemen wie bei den Schwestern F 800 S, F 800 ST. […] Das Fahrwerk ist bis in sportliche Landstrassentempi grundsolide. Spielerisch kann man das Handling nicht nennen, da ist der 180er-Hinterreifen limitierender Faktor. Vor 25 Jahren wurden BMWs wegen ihrer weichen Fahrwerksabstimmung verächtlich Gummikühe genannt. Längst Vergangenheit. Die F800 R ist sportlich-straff abgestimmt, für schlechte Nebenstrassen vielleicht gar etwas zu sportlich.“